# A Million Bid
A Million Bid er en amerikansk stumfilm fra 1914 af Ralph Ince.

## Medvirkende
- Anita Stewart som Agnes Belgradin.
- E.K. Lincoln som Loring Brent.
- Charles Kent som Sidney Belgradin.
- Julia Swayne Gordon som Mrs. Belgradin.
- Harry T. Morey som Geoffrey Marshe.